# Briefcase Full of Blues
Briefcase Full of Blues war das erste Album der Band The Blues Brothers; es erschien 1978 bei Atlantic Records. Auf der Billboard 200 erreichte es den ersten Platz, außerdem bekam es einen Doppel-Platin. Des Weiteren wurden auch zwei Single-Alben herausgegeben, mit den Liedern „Rubber Biscuit“, das den 37. Platz auf der Billboard Hot 100 erreichte, und „Soul Man“ (Platz 14).
Das Live-Album wurde im Universal Amphitheater von Los Angeles aufgenommen, wo die Blues Brothers als Vorband für den Komiker Steve Martin auftraten.
In den Liner Notes des Albums wird die fiktionale Hintergrund-Geschichte des 1980 erschienenen Films Blues Brothers erzählt, nach der Jake und Elwood in einem katholischen Waisenhaus aufwuchsen und dort vom Hausmeister Curtis im Blues unterrichtet wurden. Ihre Blutsbrüderschaft besiegelten sie, indem sie das Blut ihrer von einer Saite einer Elmore James’ Gitarre eingeschnittenen Mittelfinger mischten. Im Film wird die Rettung des Waisenhauses beschrieben.

## Titelliste
1. Opening: I Can’t Turn You Loose (Otis Redding) – 1:50
2. Hey Bartender (Floyd Dixon) – 3:01
3. Messin’ with the Kid (Jack London) – 3:35
  - ursprünglich von Junior Wells
4. (I Got Everything I Need) Almost (Walsh) – 2:50
  - ursprünglich von der Downchild Blues Band aufgenommen
5. Rubber Biscuit (Johnson, Levy) – 2:57
  - ursprünglich von The Chips aufgenommen
6. Shot Gun Blues (Walsh) – 5:23
  - ebenfalls von der Downchild Blues Band
7. Groove Me (King Floyd) – 3:46
8. I Don’t Know (Willie Mabon) – 4:14
9. Soul Man (Isaac Hayes, David Porter) – 3:28
10. “B” Movie Box Car Blues (Delbert McClinton) – 4:08
11. Flip, Flop & Fly (Jesse Stone, Big Joe Turner) – 3:38
12. Closing: I Can’t Turn You Loose (Otis Redding) – 0:51

## Chartplatzierungen
Album – Billboard (Nordamerika)
| Year | Chart             | Position |
| ---- | ----------------- | -------- |
| 1979 | The Billboard 200 | 1        |

Singles – Billboard (Nordamerika)
| Year | Single         | Chart             | Position |
| ---- | -------------- | ----------------- | -------- |
| 1979 | Rubber Biscuit | Billboard Hot 100 | 37       |
| 1979 | Soul Man       | Billboard Hot 100 | 14       |